# Стене, Вибеке
Вибеке Стене (норв. Vibeke Stene ; род. 17 августа 1978) — норвежская певица. Наиболее известна в качестве вокалистки симфо-готик-метал-группы Tristania, к которой она присоединилась незадолго до записи первого демо. Сначала её взяли только как сессионную певицу, но позднее участники поняли, что её голос как нельзя лучше дополняет атмосферу, которую они хотели создать в своей музыке. 7 февраля 2007 года она покинула группу по личным обстоятельствам. В качестве официальной причины она указала стремление осуществить свою мечту — преподавать вокал.

## Дискография

### В составеTristania
| Год  | Альбом          | Примечания  |
| ---- | --------------- | ----------- |
| 1997 | Tristania       | Мини-альбом |
| 1997 | Widow’s Weeds   |             |
| 1999 | «Angina»        | Сингл       |
| 1999 | Beyond the Veil |             |
| 2001 | World of Glass  |             |
| 2005 | Ashes           |             |
| 2007 | «Sanguine Sky»  | Сингл       |
| 2007 | Illumination    |             |

### В составе Veil of Secrets
| Год  | Альбом      | Примечания |
| ---- | ----------- | ---------- |
| 2020 | Dead Poetry |            |

### Сотрудничество с другими коллективами
| Год  | Коллектив       | Альбом                          | Примечания             |
| ---- | --------------- | ------------------------------- | ---------------------- |
| 1999 | Green Carnation | Journey to the End of the Night |                        |
| 2007 | Samael          | Solar Soul                      | песня «Suspended Time» |

7 июня 2013 на своей официальной странице в Facebook Стене объявила о своём возвращении. Помимо записи сольного альбома, она примет участие в проекте God of Atheists.

## Дополнительная информация
Она любит проводить свободное время за вязанием, чтением или с семьёй и друзьями. Стене брала уроки классического пения с 13 лет и повстречала будущих членов группы Tristania в первый год учёбы в высшей школе.
Весной 2007, во время, когда Вибеке покинула Tristania, прошёл слух о том, что она будет петь в финской симфоник-пауэр-метал-группе Nightwish, который позже был ею опровергнут. На встрече с журналистами Стене сказала: «I am not the new singer in Nightwish».
В 2007 году родила сына Гюльве. Работает учительницей в начальной школе.
В 2020 году Вибеке Стене анонсировала создание новой дум-метал группы Veil of Secrets совместно с Асгаром Микельсоном. Группа выпустила дебютный альбом Dead Poetry в ноябре 2020 года.